# Ho sposato un calciatore
Ho sposato un calciatore è una miniserie televisiva italiana trasmessa da Canale 5 nel 2005.

## Trama
La miniserie Ho sposato un calciatore parla della vita dei famosi calciatori, mostra come essi siano imprigionati, insieme alle mogli e alle famiglie, in una gabbia, come la loro esistenza sia un vero e proprio incubo. La miniserie mostra come la vita dei calciatori in modo totalmente opposto a come la gente pensa che sia. Liti familiari, tradimenti, separazioni, e anche qualche tentato omicidio. In particolare si narrano da vicino le vicende di alcuni giocatori della squadra immaginaria dell'Olimpia. Il capitano Bruno Caracci, bandiera della squadra ma ormai sul viale del tramonto, nel suo rapporto con la moglie Tonia, Vito Palma con la moglie Anna, alle prese con un figlio che in giovane età abbandonarono perché erano troppo poveri e che è stato adottato da un'altra donna. Miriam, la sorella di Anna, seppur minorenne, ha una relazione con Caracci prima di incontrare l'italo-argentino Jorge Vildoza. Il terzino Luca Martelli con la promessa sposa Crystal Ferrari, starlette dei calendari sexy.

## Ascolti
| Puntata | Data           | Telespettatori | Share  |
| ------- | -------------- | -------------- | ------ |
| 1       | 28 aprile 2005 | 4.404.000      | 19,03% |
| 2       | 5 maggio 2005  | 4.918.000      | 20,87% |
| 3       | 12 maggio 2005 | 4.571.000      | 18,94% |